# Przedświt (gromada)
Przedświt – dawna gromada, czyli najmniejsza jednostka podziału terytorialnego Polskiej Rzeczypospolitej Ludowej w latach 1954–1972.
Gromady, z gromadzkimi radami narodowymi (GRN) jako organami władzy najniższego stopnia na wsi, funkcjonowały od reformy reorganizującej administrację wiejską przeprowadzonej jesienią 1954 do momentu ich zniesienia z dniem 1 stycznia 1973, tym samym wypierając organizację gminną w latach 1954–1972.
Gromadę Przedświt z siedzibą GRN w Przedświciu utworzono – jako jedną z 8759 gromad na obszarze Polski – w powiecie ostrowskim w woj. warszawskim, na mocy uchwały nr VI/10/11/54 WRN w Warszawie z dnia 5 października 1954. W skład jednostki weszły obszary dotychczasowych gromad Brudki Nowe, Brudki Stare, Przedświt i Ulasek ze zniesionej gminy Komorowo oraz obszary dotychczasowych gromad Małaszek, Majdan Suski, Plewki i Suski Stare ze zniesionej gminy Długosiodło w tymże powiecie. Dla gromady ustalono 18 członków gromadzkiej rady narodowej.
1 stycznia 1957 z gromady Przedświt wyłączono część obszaru wsi Brudki Stare włączając ją do gromady Wąsewo w tymże powiecie, natomiast z gromady Wąsewo przyłączono do gromady Przedświt część obszaru wsi Zastawie.
31 grudnia 1959 z gromady Przedświt wyłączono wsie Małaszek, Plewki i Suski Stare, włączając je do gromady Długosiodło w powiecie wyszkowskim w tymże województwie, po czym gromadę Przedświt zniesiono a jej (pozostały) obszar włączono do gromady Wąsewo w powiecie ostrowskim.